# Castellalto
Castellalto ist eine italienische Gemeinde mit 7248 Einwohnern (Stand 31. Dezember 2023) in der Provinz Teramo in der Region Abruzzen. Die Ortschaft ist Mitglied der Comunità Montana del Vomano, Fino e Piomba.

## Geografie
Zu den Ortsteilen (Fraktionen) zählen Campogrande, Casemolino, Castelbasso, Castelnuovo Vomano, Feudo, Guzzano, Mulano, Petriccione, Pianvilla, Santa Lucia und Villa Torre.
Die Nachbargemeinden sind: Bellante, Canzano, Cellino Attanasio, Cermignano, Mosciano Sant’Angelo, Notaresco und Teramo.
Die Gemeinde liegt rund 15 Kilometer von der Provinzhauptstadt Teramo und 18 Kilometer von der Adriaküste entfernt.

## Geschichte
Das Gebiet der Gemeinde war während der Bronzezeit von den Sabinern bewohnt. Es wurden bei Ausgrabungen Bronzefiguren und Ornamente aus vorrömischer Zeit gefunden. Während der Bronzezeit wurde die Siedlung von den Römern in Besitz genommen und wirtschaftlich sowie kulturell geprägt. Aus jener Zeit wurden auch Brüchstücke von Dachziegeln, Fliesen und Vasen geborgen. Während der römischen Besetzung entstanden zudem zahlreiche Villen in der Gegend.
Im Mittelalter entstanden die ersten Kirchen in Castellalto, die Chiesa romanica di San Pietro in der Fraktion Castelbasso, die Chiesa di Santa Maria degli Angeli und Chiesa di San Giovanni Evangelista in Castellalto. In jener Zeit entstand auch die Burg Castrum Vetus Trasmundi und eine Benediktinerabtei. Im 18. Jahrhundert stand die Gemeinde als Besitztum des Königreichs Neapel unter deren Herrschaft.

## Weinbau
In der Gemeinde werden Reben der Sorte Montepulciano für den DOC-Wein Montepulciano d’Abruzzo angebaut.

## Städtepartnerschaften
- San Esteban in der Provinz Los Andes (Chile), seit 2006